# Русенско македонско благотворително братство
 Тази статия е за дружеството основано през 1895 г..  За дружеството основано през 1884 г. вижте Българомакедонско благотворително дружество (Русе).  
Русенското македонско благотворително братство  е организация на бежанците от областта Македония, установили се в Русе.

## История
На Първия македонски конгрес, провел се в София на 19 – 28 март 1895 година, е основана Македонската организация, която бързо започва да образува клонове в цялата страна. Основано е и дружество в Русе, което участва активно в дейността на Организацията. Пръв председател на дружеството до юни 1895 година е Георги Капчев. На Втория конгрес от 3 до 16 декември 1895 година делегат е Георги Капчев, на Четвъртия конгрес от 15 до 21 юни 1897 година делегат е Петър Тантилов, на Шестия конгрес от 1 до 5 май 1899 година делегати са Наум Тюфекчиев и Георги Чавов, на Седмия конгрес от 30 юли до 5 август 1900 година делегати са Димитър Владов и Илия Стефанов и на Осмия конгрес от 4 до 7 април 1901 година делегати са Димитър Владов и Стоян Михайловски, а Коста Шахов е делегат на Русенското женско дружество.
В края на XIX век Спиро Гулабчев е заместник-секретар на Македоно-одринското дружество и завежда издателската му дейност, като издава брошурите „Екатерина Авксентиева Симидчиева“, „Мъките на българите в Македония и Одринско“, „Убийството на Фитовски“ и други. През 1901 година подпредседател на братството е Никола Зоев.
След Първата световна война дружеството е възстановено като благотворително братство, част от Съюза на македонските емигрантски организации. Делегати от Русенското македонско братство на обединителния конгрес на Македонската федеративна организация и Съюза на македонските емигрантски организации от януари 1923 година са Илия Ращанов и Петър Карчев.
На 13 юни 1924 година братството си избира ръководство в състав Д. Йосифов (председател), Иван Митев (подпредседател), Др. Апостолов (секретар), Сл. Петров (касиер), а съветници са Н. Йовчев, Д. Янакиев и Г. Чакъров. На 1 ноември 1925 година в ново ръководство влизат Димитър Поппандов (председател), Иван Димитров (подпредседател), Иван Ев. Попов (секретар), Никола Дамянов (касиер), а съветници са Димитър Янакиев и Блаже Тодоров.